# Peral (Cadaval)
Peral é uma povoação portuguesa sede da Freguesia de Peral do Município do Cadaval, freguesia com 16,46 km² de área e 890 habitantes (censo de 2021), tendo, por isso, uma densidade populacional de 54,1 hab./km².

## História
O Peral é um povoado cuja origem se desconhece. Os vestígios romanos encontrados na Quinta de São Lourenço, em particular na capela de São Lourenço, não são suficientes para comprovar a existência de uma ocupação permanente deste território durante as ocupações romanas, mas na falta de testemunhos mais antigos que comprovem a presença de Humanos nas terras do Peral, vamos acreditar que pelo menos desde as ocupações romanas que este território foi utilizado pelos Humanos.
A povoação de Peral foi elevada a vila e sede de concelho em 10 de Julho de 1371, antes do Cadaval, este facto evidencia a importância e os recursos que o Peral possuía no século XIV. Esta consistência como aglomerado urbano provavelmente deveu-se à riqueza dos seus solos agrícolas e à abundância de nascentes de água, dois factores muito importantes para que os Humanos se possam fixar num território.
Hoje o Peral vive entre a prosperidade que o seu modelo de desenvolvimento agrícola lhe trouxe e a decadência que o seu modelo do desenvolvimento rural lhe impôs.

## Demografia
A população registada nos censos foi:
| Distribuição da População por Grupos Etários | Distribuição da População por Grupos Etários | Distribuição da População por Grupos Etários | Distribuição da População por Grupos Etários | Distribuição da População por Grupos Etários |
| -------------------------------------------- | -------------------------------------------- | -------------------------------------------- | -------------------------------------------- | -------------------------------------------- |
| Ano                                          | 0-14 Anos                                    | 15-24 Anos                                   | 25-64 Anos                                   | > 65 Anos                                    |
| 2001                                         | 100                                          | 126                                          | 510                                          | 217                                          |
| 2011                                         | 116                                          | 68                                           | 492                                          | 229                                          |
| 2021                                         | 83                                           | 94                                           | 450                                          | 263                                          |

## Política

### Presidentes de Junta desde 1961
- António dos Santos Junior (1961-1963),
- Jorge Pereira Soares (1964-1971),
- José Luís Duarte Casimiro (1972-1978),
- Daniel Soares Serrano (1978-1980),
- Rui Jorge Santos Casimiro (1980-1983),
- João Artur Soares Matias (1983-1986),
- Ivone Serrano (1986-1990),
- José do Rosário G. Morais (1990-2001),
- Rui Manuel Martins Soares (2001-2013).
- Hélder José Ventura Santos (2013-presente)

Mapa do município do Cadaval, com a freguesia de Peral ao centro

## Lugares
A freguesia do Peral é composta pelos seguintes lugares:
- Barreiras
- Casais do Peral
- Peral
- Sobrena